# Accord de Saint-Andrews
L'accord de Saint-Andrews est un accord signé entre les gouvernements du Royaume-Uni, d'Irlande ainsi qu'avec tous les partis politiques importants d'Irlande du Nord le 13 octobre 2006.

## Contexte
Après la ratification des accords du Vendredi Saint et la complexe mise en place des institutions nord-irlandaises à Belfast, utilisant le mode du consociationalisme (forme de gouvernement utilisée pour les sociétés très divisées, comme le Liban), le gouvernement de Westminster (Londres) est contraint, devant l'impasse politique à Belfast, de restaurer en novembre 2002, le Direct Rule (administration directe, par Londres). En dépit d'avancées considérables depuis 1998, dont la libération des prisonniers, la démilitarisation des organisations loyalistes et de l'IRA, la majorité des acteurs politiques en Irlande du Nord comprend qu'un arbitrage tripartite (regroupant les représentants du Royaume-Uni, de la république d'Irlande et des partis politiques nord-irlandais) est nécessaire. Les négociations se déroulent en Écosse à Saint-Andrews, d'où leur nom.

## Contenu
Chaque acteur s'accorde sur une feuille de route à même d'engendrer une restauration de l'exécutif nord-irlandais : le Sinn Féin s'engage à reconnaître la légitimité de la nouvelle force de police nord-Irlandaise, ancienne Royal Ulster Constabulary (RUC), devenu le Police Service of Northern Ireland (réformée dans l'optique de garantir une égalité de recrutement entre catholiques et protestants). Le DUP promet de former un gouvernement de coalition avec les nationalistes du Sinn Féin (désignations du Premier ministre et du Premier ministre adjoint) et le gouvernement de Westminster s'engage à promouvoir une décentralisation des pouvoirs de justice et de police dans une période de deux ans.